# Ovalau
Ovalau är den största ön i Lomaivitiarkipelagen, som tillhör Fiji. Den täcker en yta av 102,3 kvadratkilometer och har en befolkning om 9 000 invånare. Levuka, Fijis före detta huvudstad, är den största av de 24 orterna och byarna på ön.
Ovalau karaktäriseras av sin sträva topografi, med väldigt lite platt mark förutom Lovonidalen, vid öns mitt. De högsta topparna är i öst Nadelaiovalau, med en höjd på 625 meter, och i syd Tomuna, med en höjd på 526 meter.

## Kommunikationer
Det finns en väg som går runt ön, men mellan byarna Rukuruku och Buresala är vägen inte mer än ett spår, eftersom transport mellan dessa platser är ovanlig. Majoriteten av all trafik går från dessa byar till Levuka. Flygplatsen ligger på västra delen av ön, och två plan om dagen går till Suva. Ett på morgonen och ett på kvällen, på söndagar går bara flyger på kvällen.
Det går även färjor till Viti Levu, baserat på dag går färjorna till Buresala, Natovi eller Suva.
Kommunikationerna på ön består främst av pickupbilar eller lastbilar. Dessa är dock inte schemalagda. Den enda busslinjen på ön går en gång om dagen från västra delen av ön till Levuka på morgonen, och återvänder klockan fem på eftermiddagen. Den används främst av skolbarn och pendlare. Det går också att ta taxi, men det går oftast inte att resa förbi specifika byar, eftersom vägstandarden är så dålig.